# نور الدين بن إيران
نور الدين بن إيران (الفارسية: نورالدین پسر ایران) هي مذكرات السيد نور الدين آفي عن فترة 80 شهرًا من مشاركته في الحرب العراقية الإيرانية. أدى كتاب نور الدين بن إيران إلى شهرة آفي في إيران بعد نشره عن دار نشر سورييه مهر في عام 2011. في عام 1994، سجل موسى غيور مذكرات نور الدين آفي باللغة التركية، وقدمها في كتاب مكتوب من معصومة سبهري بعد سنوات. يتكون هذا الكتاب من 18 فصلًا بالإضافة إلى الصور. يذكر الراوي حلمًا باعتباره السبب في إنتاج مذكرات الحرب هذه. حصل كتاب نور الدين بن إيران على جائزة شرفية في فئة "المذكرات" لجوائز جلال آل أحمد الأدبية [الإنجليزية] (2012).

## فلم رسوم متحركة
نور الدين بن إيران هو أيضًت فلم رسوم متحركة من إخراج ميثم حسيني. يتكون الفيلم من 30 جزءًا مدة كل جزء 15 دقيقة. عمل في الفيلم فنانون إيرانيون مشهورون مثل أتيلا بيسياني، وبجمان بازيغي [الإنجليزية]، وعلي صالح علاء، ومسعود فوروتان.

## طالع أيضًا
- السلام على إبراهيم
- حرب امرأة واحدة: دا (الأم)
- ما رآه ذلك اليتيم
- الحظ المروي بالدم
- رحلة نحو 270 درجة
- بابا نزار (كتاب)